# 안토넬라 폰치아니
안토넬라 폰치아니(Antonella Ponziani, 1964년 2월 29일 ~ )는 이탈리아의 배우이다. 1992년 영화 《Verso Sud》로 다비드 디 도나텔로상 여우주연상, 나스트로 디아르젠토 여우주연상을 수상했다.

## 출연 작품
- 썸머스 베이비 (2012)
- 템페스타 (2004)
- 부활 (2001)
- 남자는 아기를 원한다 (1993)
- 인터뷰 (1987)
- 하녀 라본느 (1986)